# Site castral de Saint-Gervais-les-Bains
Château du Châtelet
La maison forte du Châtelet est une ancienne maison forte, aujourd'hui en ruine, qui se dressait sur la commune française de Saint-Gervais-les-Bains dans le département de la Haute-Savoie, en région Auvergne-Rhône-Alpes. Elle fut le centre de la seigneurie du Châtelet.
Le site castral fait l’objet d’une inscription au titre des monuments historiques par arrêté du 19 septembre 1989.

## Localisation
Les vestiges de la maison forte du Châtelet sont situés presque en face de la maison forte du Fresnay, sur la rive gauche, sur un mamelon dominant les gorges de Bonnant.

## Historique

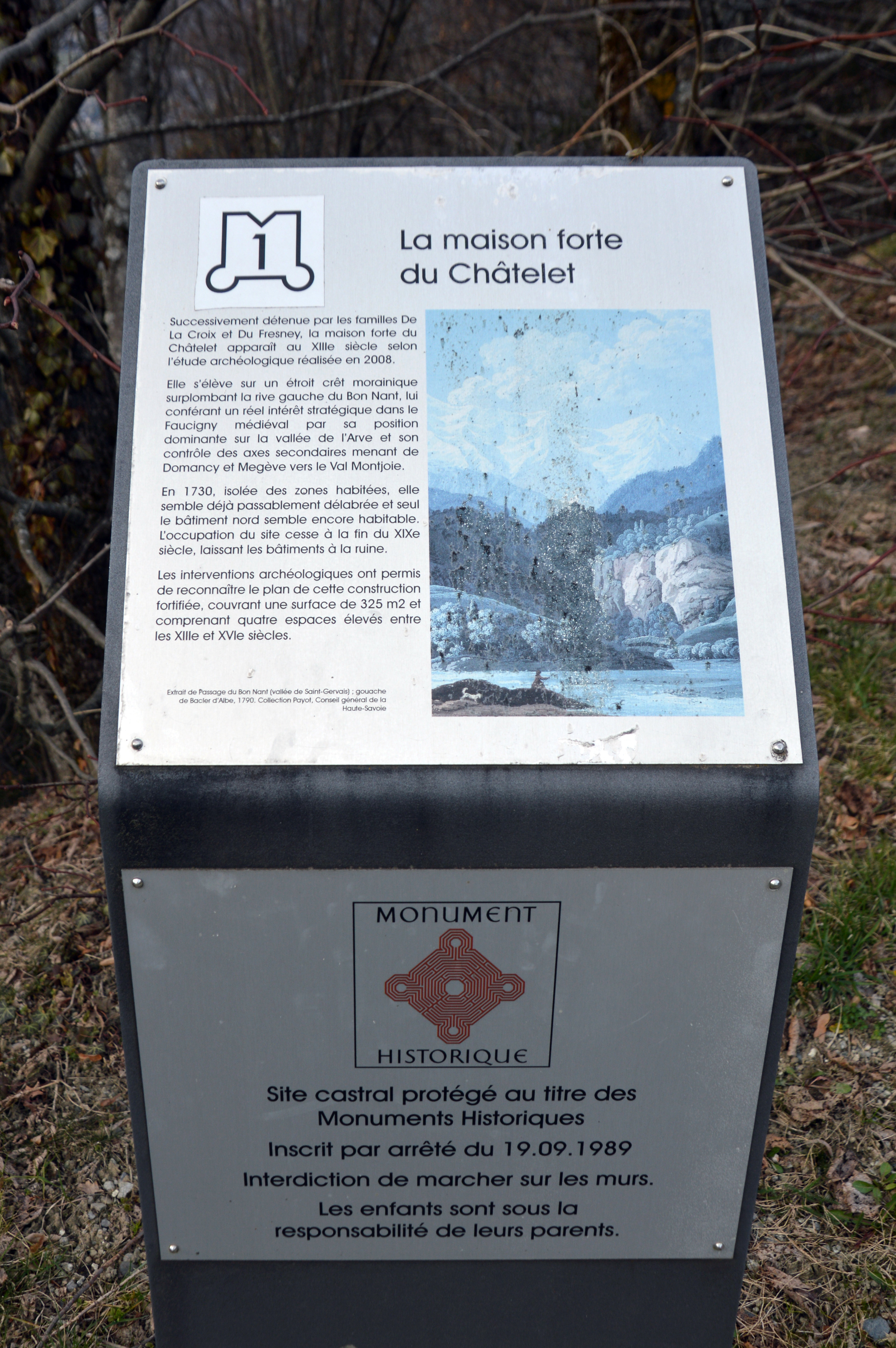
Plaque historique

La maison forte du Châtelet est la possession des du Fresnay.
Au début du XVIIe siècle, l'un d'eux, Jean-Baptiste du Fresnay, est à la fois seigneur de la Comtesse et du Châtelet (de même que son fils Claude-Melchior du Fresnay). Ce dernier revint par la suite à une branche cadette dont le petit-fils, François-Nicolas du Fresnay, réunit à nouveau les deux titres.

## Description
De la maison forte du Châtelet, il ne subsiste aujourd'hui que les vestiges de deux murs d'enceinte : le premier, qui ceint le pied de la colline est de hauteur modeste et est  à demi enfoui ; le second, sur le sommet de la butte, est plus élevé et plus restreint.
La maison forte du Châtelet a été fouillée en 2008 dans le but d'une mise en valeur.

## Possesseurs successifs
- Famille du Fresnay (fin 15e s.)
  - Jean-Baptiste du Fresnay
  - Claude-Melchior du Fresnay, fils du précédent
  - François-Nicolas du Fresnay